# Supa Savage
Supa Savage è il secondo mixtape del rapper statunitense Lil Reese, pubblicato il 2 settembre 2013 dall'etichetta discografica RBC Records.

## Tracce
1. Supa Savage – 2:00
2. Irrelevant – 3:25
3. Team – 2:45
4. Wassup – 4:45
5. I Need That – 2:48
6. What It Look Like – 3:16
7. Relate – 3:15
8. We Won't Stop – 2:58
9. Waddam – 3:06
10. No Lackin, Money Stackin – 4:16